# 2019年南亚运动会
2019年南亚运动会是第13届南亚运动会，于2019年12月1日至10日在尼泊尔加德滿都、博卡拉和賈納克布爾举行。该届比赛原定于2019年3月9日至18日举办，后来因故推迟至12月1日至10日进行，新的举办日期于2019年3月1日在泰国曼谷进行的南亚奥林匹克理事会执行委员会会议中确认。主场馆達沙拉斯雷沙拉體育場举办开幕式、闭幕式、田径以及男子足球项目，该场馆经改建后可容纳20000名观众。

## 场馆
该届赛事共分为三个场馆群，分别是加德满都、博卡拉和贾纳克布尔。

### 加德满都
| 场馆                                    | 项目                                   |
| --------------------------------------- | -------------------------------------- |
| 達沙拉斯雷沙拉體育場                    | 田径 男子足球                          |
| International Sports Complex, Satdobato | 拳击 空手道 射击 壁球 游泳 跆拳道 网球 |
| Covered Hall, Tripureshwor              | 篮球 排球                              |
| 托里布邦大学板球场                      | 男子板球                               |
| Sahid Park, Gokarna                     | 山地自行车                             |
| Ring Road                               | 公路自行车                             |
| Covered Hall, Naya Bazar, Kirtipur      | 击剑 可可                              |
| Gokarna Forest Resort                   | 高尔夫                                 |
| Army Physical Fitness Centre, Lagankhel | 柔道 武术                              |
| Halchowk体育馆                          | 卡巴迪                                 |
| Table Tennis Hall, Lainchaur            | 乒乓球                                 |

### 博卡拉
| 场馆                            | 项目          |
| ------------------------------- | ------------- |
| Badminton Covered Hall, Pokhara | 羽毛球        |
| 博卡拉板球场                    | 女子板球      |
| 博卡拉体育场                    | 射箭 女子足球 |
| Pokhara Covered Hall            | 手球          |
| Basundhara Park                 | 铁人三项      |
| 费瓦湖                          | 沙滩排球      |
| Matepani                        | 举重          |

### 贾纳克布尔
| 场馆                  | 项目 |
| --------------------- | ---- |
| Janakpur Covered Hall | 摔跤 |

## 标志和吉祥物
2019年5月13日，尼泊尔青年和体育部公布了该届运动会的标志及吉祥物。吉祥物为一只印度黑羚，该物种在尼泊尔境内主要分布于南部地区。标志则为一只带有多种色彩尾巴的鸽子。

## 参赛国家
该届比赛共有来自7个国家的2715名运动员参加。由于阿富汗于2016年退出南亚奥林匹克理事会，该国自2016年后不再参加南亚运动会。
- （470）
- 不丹（116）
- 印度（487）
- 马尔代夫（216）
- 尼泊尔（596）
- 巴基斯坦（263）
- 斯里兰卡（564）

## 比赛项目
该届比赛共设26个大项，其中板球时隔9年重回南亚运动会，高尔夫和空手道为主办方自行加入的大项。每个比赛大项必须有至少4个国家参加，否则该大项不会举办。滑翔伞原本为该届比赛的大项之一，然而由于仅有两个国家（尼泊尔和巴基斯坦）有合资格选手，该大项最终被剔除。
- 射箭（詳細）（10）
- 田径（詳細）（36）
- 羽毛球（詳細）（7）
- 篮球（詳細）（4）
- 拳击（詳細）（16）
- 板球（詳細）（2）
- 自行车（詳細）
  - 公路自行车（4）
  - 山地自行车（4）
- 击剑（詳細）（12）
- 足球（詳細）（2）
- 高尔夫（詳細）（4）
- 手球（詳細）（2）
- 柔道（詳細）（15）
- 卡巴迪（詳細）（2）
- 空手道（詳細）（19）
- 可可（詳細）（2）
- 射击（詳細）（11）
- 壁球（詳細）（4）
- 游泳（詳細）（38）
- 乒乓球（詳細）（7）
- 跆拳道（詳細）（29）
- 网球（詳細）（7）
- 铁人三项（詳細）（5）
- 排球（詳細）
  - 室内排球（2）
  - 沙滩排球（2）
- 举重（詳細）（20）
- 摔跤（詳細）（20）
- 武術（詳細）（22）

## 奖牌榜
以下是该届赛事的奖牌榜：
  *   主办国家/地区（尼泊尔）
| 排名                | 代表团              | 金牌 | 銀牌 | 銅牌 | 总计 |
| ------------------- | ------------------- | ---- | ---- | ---- | ---- |
| 1                   | 印度（IND）         | 173  | 93   | 45   | 311  |
| 2                   | 尼泊尔（NEP）*      | 51   | 60   | 96   | 207  |
| 3                   | 斯里兰卡（SRI）     | 40   | 83   | 128  | 251  |
| 4                   | 巴基斯坦（PAK）     | 32   | 41   | 59   | 132  |
| 5                   | （BAN）             | 19   | 32   | 87   | 138  |
| 6                   | 马尔代夫（MDV）     | 1    | 0    | 4    | 5    |
| 7                   | 不丹（BHU）         | 0    | 7    | 13   | 20   |
| 总计（共7个代表团） | 总计（共7个代表团） | 316  | 316  | 432  | 1064 |